# Алексеевка (Горьковский район)
Алексеевка — деревня в Горьковском районе Омской области. Входит в Алексеевское сельское поселение.

## История
Основана в 1908 г. В 1928 г. состояла из 114 хозяйства, основное население — русские. Центр Алексеевского сельсовета Бородинского района Омского округа Сибирского края.

## Население
| 2002 | 2010 | 2021 |
| ---- | ---- | ---- |
| 337  | ↘313 | ↘263 |